# 동서동 (창원시)
동서동(東西洞)은 경상남도 창원시 마산합포구의 옛 행정동명이다. 동서동이라는 명칭이 등장한 1997년부터 2016년 12월 31일까지 존재하였으며, 2017년 1월 1일부터 오동동으로 통합되었다. 법정동인 남성동, 동성동, 부림동, 서성동, 수성동, 신포동, 창동의 7개 동을 포괄하였다.
시장 등의 상업지역은 대부분 법정동의 명칭을 많이 사용하는데다가, 법정동인 남성동, 부림동, 창동 등의 명칭이 더 잘 알려져 있었다. 특히 마산 어시장과 부림시장, 창동거리 일대는 이미 오래전부터 구 마산항이 소재했던 지역으로서 마산의 대표적인 상권 지역으로 꼽혀왔으며, 또다른 대표적인 상권 지역인 합성동 일대와 월영동의 댓거리 일대에 비하면 역사가 더욱 오래되었다.

## 역사
조선시대 초기까지 합포현이었으나 조선 태종때 창원부로 편입되었다. 이후 1910년 마산부제가 실시되면서 마산부 외서면에 편입되었으며, 1914년 행정구역 통폐합에 의해 지금의 동성동에 해당하는 지역인 당시 동성리와 오산리의 일부를 병합하여 만정(萬町)으로, 지금의 부림동에 해당하는 지역은 부정(富町)으로, 지금의 서성동에 해당하는 당시 성호리와 서산리를 병합하여 행정(幸町)으로 각각 변경되었다. 해방 이후인 1946년에 동성동, 부림동, 서성동으로 명칭이 변경되었다. 1958년에는 시 조례에 의해 동성동과 남성동을 합하여 동성동회, 부림동과 창동을 합해 부림동회로 변경되었고, 1963년 서성동과 수성동이 합하여 서성동회로 변경되었다. 1990년부터 2001년 1월 1일 구 폐지 직전까지는 합포구에 속해있었다. 1997년 동 통합에 의해 동서동이 되었다. 이후, 2010년 7월 1일 인근의 옛 창원시, 진해시와 통합한 새로운 창원시가 출범하면서 마산합포구의 하위 행정구역으로 포함되었다. 2017년 1월 1일 폐지되었다.

## 법정동

### 창동
창동은 마산회원구의 합성동이 도심으로 성장하기 전 과거 구 마산 지역의 도심 역할을 하던 지역이다. 1960년대 마산에 한일합섬 등의 기업이 입주하고, 마산수출자유지역에 경공업 위주의 기업이 들어서면서 상권이 활발해지기 시작했다.
현재는 이전 만큼 상권이 활발하지 않지만, 창동예술촌, 상상길 조성 등으로 활기를 조금씩 찾아가고 있다.

## 교통
서성광장(KT마산지사 앞)이 동서동의 비교적 중심에 있으며, 창원시의 주요간선도로인 3.15 대로가 통과하고 합포로와 북성로가 이 곳에서부터 시작된다. 또한 동서동 동부-남부권을 해안대로가 가로지르고 있는 것이 특징이다. 시내버스는 어시장을 경유하는 노선이 대부분이며, 부림시장을 경유하는 노선은 비교적 적다.

## 주요 시설
- 마산어시장
- 롯데백화점 마산점
- 부림시장
- 창동거리
- KT 마산지사

## 사진

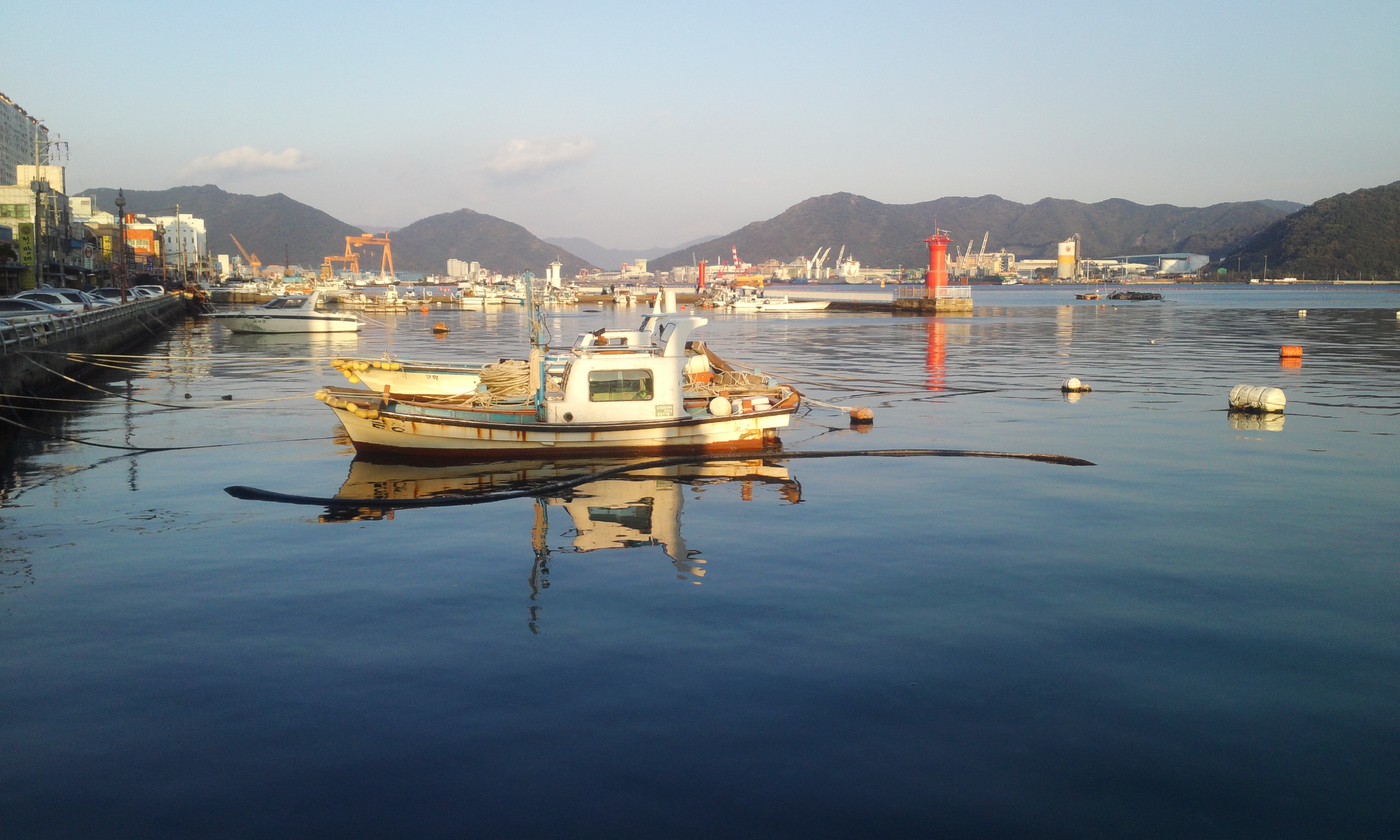
신포동에서 바라본 마산만과 마산포구